# Bruno Vekemans

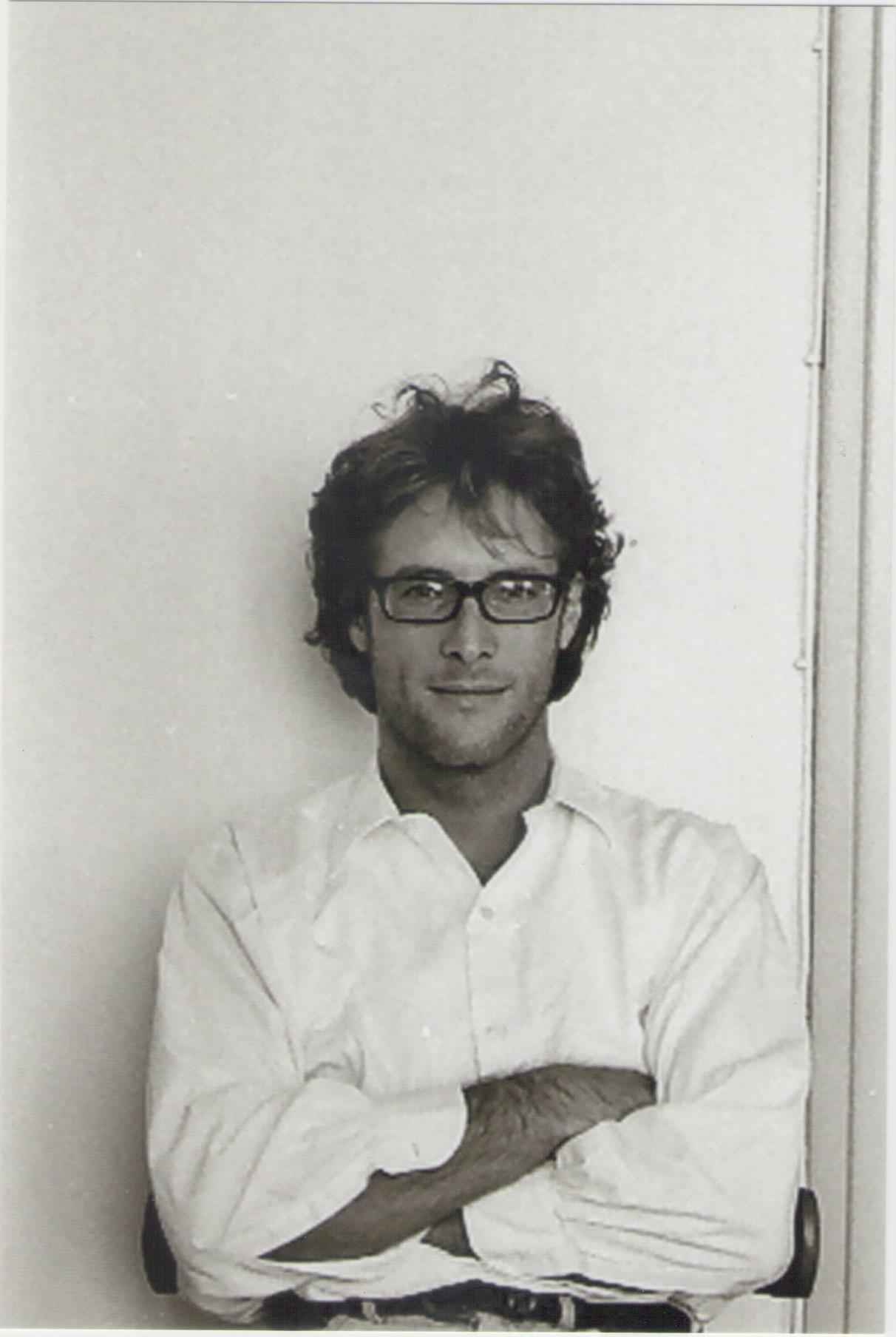

Bruno Vekemans (Berchem, 1952 - Brasschaat, 2019) was een Belgisch beeldend kunstenaar. 
Hij noemde zich autodidact, maar volgde als puber toch enkele jaren de richting Sierkunsten en later  decoratietechnieken in de Londenstraat te Antwerpen.
Van kindsbeen af was hij gefascineerd door tekenen. In zijn jeugdjaren maakte hij getroubleerde drolerieën op kladpapier en als twintiger geëngageerde fotocollages op postkaartformaat. In 1972 trouwde hij met zijn jeugdliefde Lutgarde en een jaar later werd hun zoon geboren. Dit huwelijk werd na 8 jaar ontbonden. 
Daarna werden Vekemans' collages groter en kleurrijker. Als dertiger vond hij zijn eigen stijl: herkenbaar maar net niet realistisch, nostalgisch en gevoelig. 
In 1989 ontmoette hij Paul Verbeeck van galerij Verbeeck in de Wolstraat en later galerie Verbeeck-Van Dyck.
Verbeeck werd zijn mecenas en vriend en vele succesvolle tentoonstellingen over de hele wereld volgden. In dat jaar leerde Vekemans ook zijn muze Marita De Ridder kennen, die 30 jaar zijn vrouw zou zijn. Ze trouwden in 1990 en kregen een dochter en een zoon. 
In 1992 verscheen zijn eerst monografie en daarna zouden er nog vele volgen. Lithografieën en zeefdrukken van zijn werken werden in Parijs vervaardigd en vonden hun weg naar het brede publiek. 
In 2011 werd bij hem de zeldzame bloedziekte myelofibrose vastgesteld, maar Vekemans bleef nog 7 jaar verwoed tekenen, schilderen, etsen, reizen en tentoonstellen. 
Op 22 juli 2019, een week voor zijn 67ste verjaardag, overleed hij. Bruno Vekemans werd in 2020 postuum tot ereburger van Brasschaat benoemd.

## Werk
Vanaf 1989 werkte Vekemans voornamelijk met gouache en aquarel op patroonpapier en achter glas (églomisé). Daarnaast maakte hij regelmatig etsen, samen met Roger Van Akelyen van galerij De Zwarte Panter. In 1998 begon hij te schilderen met gouache en aquarel op handgeschept papier, dat hij bij een verzamelaar in Middelburg vond. Een jaar later stortte hij zich gedreven op wat hij "het echte werk" noemde en creëerde imposante schilderijen met olieverf op doek. De indrukwekkende Congo - en Cubareeksen, die hij maakte na zijn reizen naar deze respectievelijke landen, worden tot de top van zijn omvangrijk oeuvre gerekend. Zijn retrospectieve in het Museo Nacional De Bellas Artes in Havana, Cuba, kende een overweldigend succes. In een plaatselijk atelier (El Taller) werkte hij samen met de lokale bevolking aan een reeks unieke etsen. Bruno Vekemans was een gepassioneerd artiest pur sang en een groot colorist, die zich vanuit de Vlaamse schildertraditie ontwikkelde tot een gewaardeerd hedendaags, figuratief schilder.

## Tentoonstellingen
- 1970: groepsexpo - Knokke
- 1979: Galerij De Garf - Sint-Lenaerts
- 1980: Galerie Christ De Laet - Antwerpen
- 1990: Galérie Claude Antoine - Luik
- 1981: Galerij Ornamenten - Antwerpen; Art Agencies International - Den Haag; Gamma - Leuven; Lineart - Gent
- 1992: Yoshimura Gallery - Tokio; Claude Antoine - Luik; Zuiderterras - Antwerpen; Kunsthuis - Velp; Galerij More - Beveren; De Kunstkamer - Herentals; Lineart - Gent
- 1993: Stedelijk Museum Oostende (laureaat wedstrijd Europaprijs voor schilderkunst); Tragt - Antwerpen; Fossion - Knokke; Galerie Van der Plancken - Antwerpen; Galérie Christiane Cloots - Brussel.
- 1994: Antwerpse Waterwerken
- 1995: Campo & Campo - Antwerpen[3]
- 1996: Lineart - Gent; Galerij Verbeeck - Antwerpen
- 1998: Galérie GNG - Parijs[4] ; Elzenveld - Antwerpen; Art Expo - New York.
- 1999: Caitlyn Gallery - Saint-Louis (USA); Auctor - Antwerpen; GNG - Parijs; La Coupole - Saint-Loubès (FR).
- 2001: GNG - Parijs; Greet Rouffaerhuis - Antwerpen; Saint James Cavaliercentrum - Valetta (Malta)
- 2002: Opera House - Sydney (AUS); Collins and Kent - Sydney; Campo &Campo: overzichtstentoonstelling - Antwerpen.
- 2003: Militaire Academie - Breda; Lucas Gallery - Los Angeles.
- 2004: GNG - Parijs; Lineart - Gent; Galerie Verbeeck - Antwerpen.
- 2005: MDZ - Knokke; Pan - Amsterdam; Art Cologne - Keulen.
- 2006: Dessers Gallery - Leuven; Bart Wouters - Kapellen; Jaski Art Gallery - Amsterdam.
- 2007: GNG - Parijs
- 2008: Campo: Congoreeks - Antwerpen; Antverpia: Congoreeks - Brasschaat; Mark Peet Visser - Heusden (NL)
- 2009: Jakob Smitsmuseum - Mol; Dessers Gallery - Hasselt.
- 2010: Museo Nacional de Bellas Artes: retrospectieve - Havana (Cuba).
- 2011: Campo: Cubatentoonstelling - Antwerpen; Promenade - Antwerpen.
- 2012: De Bijl - Zoersel; Galerie Verbeeck - Van Dyck - Antwerpen.
- 2013: Museo de Bella Artes: groepsexpo Belgische artiesten - Havana; Varriations contemporaines - Reims (Frankrijk).
- 2014: WM Gallery Antwerpen; Sint-Jozefskapel - Brasschaat.
- 2015: Kunst in de stad - Tongeren.
- 2017: Galerie Verbeeck - Van Dyck[5]: Station to station - Antwerpen
- 2019: Art Elysées met Galérie GNG - Parijs
- 2021: Campo en Campo - Antwerpen: retrospectieve
- 2022: Galerie Verbeeck-Van Dyck - Antwerpen: De etsen
- 2022: Verbeke Foundation - Kemzeke: De verborgen collages

## Catalogi
- 1992: Bruno Vekemans, The Age of Aquarius - Joop Wiggers Art Books - ISBN 90-6337066-0
- 2002: Bruno Vekemans - Stockmans nv - ISBN 90-7720702-3
- 2009: Bruno Vekemans, Stilte Alom - Stockmans en Jacob Smitsmuseum - ISBN 9789077207208
- 2008: Bruno Vekemans, Kinshasa Congo - Stockmans - ISBN 9789077207192
- 2010: Retrospectiva Bruno Vekemans Cuba - Stockmans - ISBN 9789077207215
- 2014: Bruno Vekemans - Stockmans - ISBN 9789077207253
- 2017: Bruno Vekemans, Station to Station - Stockmans - ISBN 9789077207352
- 2021 : Etsen/Etchings
- 2021 : De verborgen collages - Verbeke Foundation - ISBN 9789464448108
- 2022 : Collages en assemblage- Verbeke Foundation- ISBN 9789464448122.